# Jazz japonais

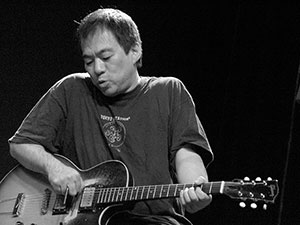
Le guitariste de jazz japonais Yoshihide Ōtomo.

Le jazz japonais désigne la musique jazz jouée par des musiciens japonais ou la musique de jazz qui est de quelque façon connectée au Japon ou à la culture japonaise. Dans un sens plus large, le concept est souvent utilisé pour se référer à l'histoire du jazz au Japon.
Le Japon a, selon certaines estimations, la plus grande proportion d'amateurs de jazz dans le monde,.

## Histoire
La musique jazz a commencé à devenir populaire au Japon à la suite de visites de groupes étrangers, d'Amérique et des Philippines, jouant de la musique populaire américaine pour les forces d'occupation.
Le Hatano Jazz Band est parfois décrit comme le premier groupe de jazz japonais, bien qu'il s'agisse principalement d'un big band pour danser. Le groupe Hatano, créé en 1912 par des diplômés de la Tokyo Music School , a intégré et interprété la musique dansante américaine après avoir voyagé à San Francisco , mais leur musique ne prétendait pas comporter d'improvisation jazz.
La pratique du jazz au Japon, inspirée des Philippins, a commencé à émerger au début des années 1920, notamment dans les quartiers de divertissement prospères d'Osaka et de Kobe. Le premier groupe de jazz du Japon, Laughing Stars, a joué pour la première fois en public dans un hôtel à Kobe en avril 1923. Son leader le violoniste Ichirō Ida est considéré comme le « père du jazz japonais ».En 1924, la ville d'Osaka comptait déjà vingt salles de danse, ce qui a donné à de nombreux musiciens nés au Japon l'occasion de jouer du jazz de manière professionnelle. Le trompettiste Fumio Nanri (1910-1975) a été le premier de ces interprètes de jazz japonais à acquérir une renommée internationale pour son style de jeu. En 1929, Nanri se rendit à Shanghai, où il joua avec Teddy Weatherford, et en 1932, il fit une tournée aux États-Unis. Après son retour au Japon, Nanri a fait plusieurs enregistrements avec ses Hot Peppers, un groupe de swing de style américain.
L '« américanité » et l'attrait massif du premier jazz en tant que musique de danse ont suscité l'inquiétude de l'élite conservatrice japonaise et, en 1927, les autorités municipales d'Osaka ont publié des ordonnances qui ont forcé la fermeture des salles de danse. Un grand nombre de jeunes musiciens se sont tournés vers la scène jazz à Tokyo, où certains ont trouvé un emploi dans les orchestres de jazz house des grandes maisons de disques. Dans les années 1930, les compositeurs de chansons populaires Ryoichi Hattori et Koichi Sugii ont tenté de surmonter les qualités controversées de la musique jazz en créant une sorte de musique jazz typiquement japonaise. Ils ont retravaillé d'anciennes chansons folkloriques ou théâtrales japonaises avec une touche de jazz, et ont en outre écrit de nouvelles chansons de jazz qui avaient un contenu thématique japonais et ressemblaient souvent étroitement à des mélodies traditionnelles bien connues. En 1933, Chigusa, le plus ancien café de jazz du Japon, ou Jazu kissa, a ouvert ses portes à Yokohama . Depuis lors, les cafés de jazz ont fourni une alternative populaire à la salle de danse, offrant les derniers disques de jazz (tout en accueillant parfois des spectacles en direct) à un public attentif.
Les chansons de Hattori, cependant, ont flirté avec la controverse, notamment dans sa Shortage Song (タリナイ・ソング, Tarinai songu) de 1940 , qu'il a écrite pour les Rhythm Boys de Tadaharu Nakano. Parodiant les pénuries de nourriture et de matériel alors répandues au Japon, la chanson a attiré l'ire des censeurs du gouvernement et a été rapidement interdite. La controverse fait partie des facteurs qui ont conduit à la rupture des Rhythm Boys en 1941.
Pendant la Seconde Guerre mondiale, le jazz était considéré comme une « musique ennemie » et interdit au Japon. Cependant, à ce moment-là, le genre était devenu beaucoup trop populaire pour qu'une interdiction complète réussisse. Des chansons de type jazz, parfois de type fortement patriotique, ont continué à être interprétées, bien que ces chansons soient généralement appelées « musique légère ». Après la guerre, l'occupation alliée du Japon a fourni une nouvelle incitation à l’émergence de musiciens de jazz japonais : les troupes américaines étaient avides d'entendre le style de musique qu'elles écoutaient chez elles. La pianiste Toshiko Akiyoshi (née en 1929) arrive à Tokyo en 1948, déterminée à devenir musicienne de jazz professionnelle. Après avoir formé le Cosy Quartet, elle est alors remarquée par Hampton Hawes, en poste à Yokohama avec sa fanfare militaire, et portée à l'attention d'Oscar Peterson. Akiyoshi a étudié au Berklee College of Music de Boston en 1956, et a ensuite obtenu un succès mondial en tant que pianiste bop et chef de big band.
À la fin des années 1950, la pratique du free jazz a de nouveau prospéré au Japon et, dans les décennies suivantes, une scène de free jazz active a atteint son plein essor. Le critique Teruto Soejima considérait 1969 comme une année charnière pour le free jazz japonais, avec des musiciens tels que le batteur Masahiko Togashi, le guitariste Masayuki Takayanagi, les pianistes Yosuke Yamashita et Masahiko Satoh, le saxophoniste Kaoru Abe, le bassiste Motoharu Yoshizawa et le trompettiste Itaru Oki jouant un rôle majeur. D'autres artistes de jazz japonais qui ont acquis une réputation internationale incluent Sadao Watanabe (l'ancien soliste du Cozy Quartet d'Akiyoshi), Ryo Kawasaki, Teruo Nakamura (musicien), Toru « Tiger » Okoshi et Makoto Ozone. La plupart de ces musiciens ont fait de nombreuses tournées aux États-Unis et certains s'y sont installés de façon permanente pour une carrière dans l'interprétation ou l'enseignement du jazz.

## Media associés au sujet
- Kids on the Slope, manga sur le jazz.
- Blue Giant, manga sur le jazz, de Shin'ichi Ishizuka